# Izzie Stevensová
Isobel Katherine Stevensová, známější jako Izzie Stevensová, je fiktivní postava z televizního seriálu společnosti ABC Chirurgové (Grey's Anatomy). Postavu, vytvořenou producentkou Shondou Rimes, ztvárnila americká herečka Katherine Heiglová. Izzie pracuje ve fiktivní nemocnici Seattle Grace jako stážistka chirurgie a později jako rezidentka. Děj seriálu se zaměřuje na její vztahy s ostatními kolegy, jmenovitě Meredith Greyovou (Ellen Pompeo), Cristinou Yangovou (Sandra Oh), Georgem O'Malleym (T. R. Knight) a Alexem Karevem (Justin Chambers). Po smrti svého snoubence Denny Duquetta (Jeffrey Dean Morgan) pochybuje o své kariéře v medicíně, ale nakonec se do chirurgického programu vrátí a věnuje 8,7 milionů dolarů, které jí snoubenec před smrtí odkázal, na vybudování bezplatné kliniky Dennyho Duquetta, která se stane součástí nemocnice. Heigl byla kritická k vývoji její postavy během čtvrté série, zejména co se týče vztahu Izzie a George. Poté, co média spekulovala, že bude Izzie během páté série zabita, ji byl diagnostikován metastatický melanom. Ve sté epizodě se provdá za Alexe, poté je její nádor úspěšně odstraněn, avšak později trpí hyperkalémií, což jí způsobí srdeční zástavu. V šesté sérii se v pořadu objevuje jen zřídka. Jednoho dne náhle přijede a chce se s Alexem usmířit a zkusit vztah znovu nakopnout, Alex ale odmítá. Izzie nakonec odjíždí. Potom pošle Alexovi rozvodové papíry a tím její příběh končí. Kamarádi ji jen občas zmíní.